# NGC 4743
NGC 4743 ist eine 12,4 mag helle, linsenförmige Galaxie vom Hubble-Typ S0 im Sternbild Zentaur, die etwa 126 Millionen Lichtjahre von der Milchstraße entfernt.
Sie wurde am 8. Juni 1834 von John Herschel mit einem 18-Zoll-Spiegelteleskop entdeckt, der sie dabei mit „F, R, gbM“ beschrieb.